# Carlos Borges
Carlos Ariel Borges (Montevidéu, 14 de janeiro de 1932 — Montevidéu, 5 de fevereiro de 2014) foi um futebolista uruguaio que defendeu a seleção uruguaia na Copa do Mundo de 1954, disputada na Suíça, competição na qual marcou quatro gols.
Era um ponta-esquerda que no total jogou 35 jogos e marcou 10 gols pela Celeste Olímpica. Com o selecionado uruguaio também foi campeão do Campeonato Sul-Americano de 1956, realizado em Montevidéu. Seu clube foi o Peñarol, clube pelo qual foi campeão uruguaio em 1949, 1954, 1958, 1959 e 1960. Com a equipe aurinegra foi campeão da primeira Copa Libertadores da América de 1960. Marcou o primeiro gol da história da Libertadores no Estádio Centenário , na partida em que o Peñarol goleou o Jorge Wilstermann , Bolívia por 7 x 1 . Também jogou pelo clube argentino Racing Club de Avellaneda , pelo qual foi campeão argentino em 1961.

## Títulos
Peñarol
- Copa Libertadores da América: 1960
- Campeonato Uruguaio: 1954, 1958, 1959, 1960

Uruguai
- Copa América: 1956